# Dysschema mariamne
Dysschema mariamne är en fjärilsart som beskrevs av Charles Andreas Geyer 1838. Dysschema mariamne ingår i släktet Dysschema och familjen björnspinnare. Inga underarter finns listade i Catalogue of Life.

## Bildgalleri

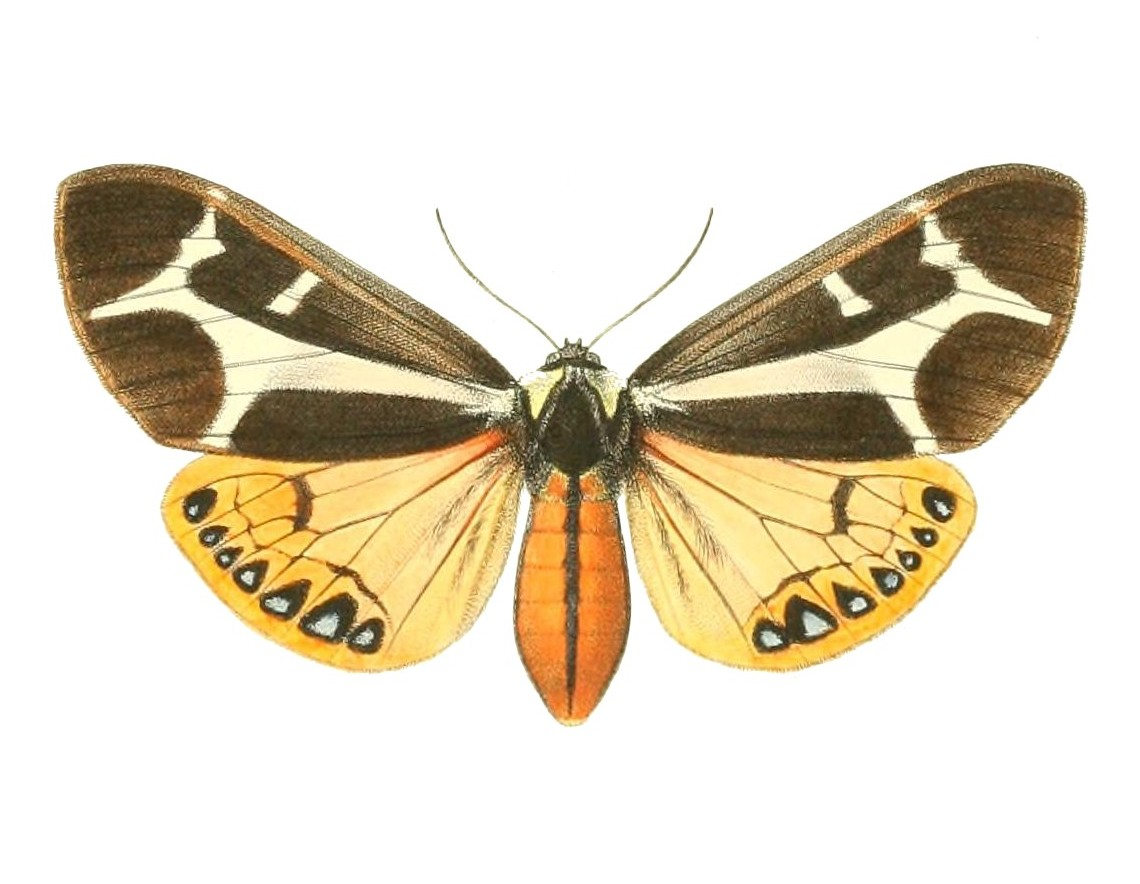